# Виктория Йермолиева
Вижте пояснителната страница за други личности с името Виктория.
Виктория (Вика) Йермолиева (на украински: Вікторія Єрмольєва) е украинска пианистка, родена в Киев, Украинска ССР, СССР през 1978 г.
Тя започва като класическа пианистка и печели няколко международни конкурса, но по-късно става известна чрез портала си в Youtube под псевдонима vkgoeswild, в който създава пиано кавъри на песни на известни рок и метъл песни. След успеха на видеоклиповете си в Youtube тя официално преминава от класическа на рок музика.
След като учи в музикалната академия „Чайковски“ в Украйна до 2000 г., завършва докторантура в музикалната академия „Франц Лист“ във Ваймар и Международната академия за пиано „Incontri col Maestro“ в Имола, Италия, в класа на Лазар Берман. Допълнителното ѝ обучение я отвежда в Академията за музика и модерни танци „Codarts“ в Ротердамската консерватория, Нидерландия.